# Mitsuhashi Shuhei
Shuhei Mitsuhashi (三橋 秀平 Mitsuhashi Shuhei, sinh ngày 18 tháng 7 năm 1994) là một cầu thủ bóng đá người Nhật Bản. Anh thi đấu cho Fukushima United FC.

## Sự nghiệp
Shuhei Mitsuhashi gia nhập câu lạc bộ J3 League Fukushima United FC năm 2017.